# Weisung Individuelle Grundfertigkeiten
Die Weisung zur Ausbildung, zum Erhalt der Individuellen Grundfertigkeiten und zur Körperlichen Leistungsfähigkeit (Weisung IGF/KLF) war die Dienstanweisung der Bundeswehr zur körperlichen und mentalen Fitness der Soldaten. Sie wurde am 21. Mai 2015 außer Kraft gesetzt und durch die neue Zentralanweisung B1-224/0-2 „Ausbildung und Erhalt der individuellen Grundfertigkeiten und der Körperlichen Leistungsfähigkeit (Ausb IGF/KLF)“ ersetzt.

## Allgemeines
Alle aktiven Soldaten der Bundeswehr müssen ständig ein Mindestmaß an militärischen Grundfertigkeiten beherrschen. Sämtliche Ausbildungen in den Streitkräften setzen das Beherrschen der Individuellen Grundfertigkeiten voraus, die in der sogenannten Weisung IGF festgelegt sind. Die Weisung erschien zuletzt in einer aktualisierten Form am 18. Februar 2013.
Durch die Auslandseinsätze in kriegerischen Konflikten werden die Soldaten physisch und psychisch beansprucht. Die Bundeswehr setzte bisher stark auf eine sportlich-physische Leistungsförderung,  geht nun aber durch die neue Situation auch immer mehr dazu über die psychische und psychologische Gesundheitsförderung ihrer Soldatinnen und Soldaten zu fördern oder zu versuchen, diese nach Einsätzen wiederherzustellen.

## Schwerpunkte

### Schießfertigkeit
Die erste Grundforderung der Weisung IGF betrifft Handhabung der Waffen und Förderung der Treffsicherheit.

### Selbst- und Kameradenhilfe
Kenntnisse bezüglich der Krankheitsvorsorge, Hygiene und Techniken der Stressbewältigung werden  vermittelt, überprüft, um später bei jedem Soldaten vorausgesetzt zu werden. Das Niveau der Ausbildung liegt über dem eines üblichen Erste-Hilfe-Kurses.

### ABC-Schutzmaßnahmen
Die persönlichen ABC-Schutzausstattung handhaben wird trainiert und dann vorausgesetzt. Im Wortlaut: „Selbständiges Herstellen der bedrohungs- und auftragsangepassten Schutzzuständen (BAS) 0-4 gemäß der Zentralen Dienstvorschrift (ZDv) 5/300 in den vorgegebenen Zeiten.“

### Körperliche Leistungsfähigkeit
Die größten Änderungen hat die Neuausgabe der Weisung 2010 im Bereich der körperlichen Leistungsfähigkeit (KLF) erfahren. Hier wurden die zu erbringenden Leistungen an die „Einsatzerfordernisse“ der heutigen Bundeswehr angepasst. Mit dem „Basis-Fitness-Test“, dem Nachfolger des Physical Fitness Test, sollte ein geschlechts-, alters- und statusunabhängiges modernes Testverfahren zur Verfügung gestellt werden.
Unter körperlicher Leistungsfähigkeit versteht die Bundeswehr ein hohes Maß an Kraft, Schnelligkeit, Ausdauer und Beweglichkeit. Auch koordinative Fähigkeiten fließen in die Beurteilung mit ein. Soldatinnen und Soldaten sollen körperlich derart leistungsfähig sein, dass sie auf längere Zeit ihre militärischen Anforderungen möglichst erfolgreich bewältigen können.

### Die Anforderungen
Ausnahmslos jeder (in aktivem Dienstverhältnis stehende) Soldat und jede Soldatin muss einmal jährlich folgende Leistungen erbringen:
- 100 Meter Kleiderschwimmen in höchstens vier Minuten mit anschließendem Entkleiden im Wasser gemäß den Ausführungsbestimmungen der DLRG bzw. der Wasserwacht im DRK für diese Übung oder 200 m Schwimmen in sieben Minuten.[2]
- 6 Kilometer Fußmarsch mit mindestens 15 Kilogramm Gepäck in nicht mehr als 60 Minuten oder für Marinesoldaten ein Kleiderschwimmen mit einer Distanz von 200 Metern in nicht mehr als 8 Minuten.[3]
- Basis-Fitness-Test: 11 × 10 m-Sprint in maximal 60 Sekunden, Klimmhang für mindestens 5 Sekunden und 1000-Meter-Lauf in maximal 6 Minuten und 30 Sekunden.

## Reservisten
Beorderte Reservisten müssen die IGF alle zwei Jahre und die KLF jedes Jahr nachweisen.